# Regulační technologie
Regulační technologie (zkratka RegTech) jsou informační technologie, které jsou využívané v procesech a úkonech spojených s vládními nařízeními a regulacemi.
Kvůli historii spojené s finančním sektorem jsou RegTech někdy považované za podkategorii FinTech, ovšem vzhledem k jejich využití u mnoha dalších oborů je přesnější kategorizovat je mezi nástroje e-governmentu (tzv. GovTech).

## Historie
Využití informačních technologií ve snaze regulovat trh a průmysl se objevovalo již v 90. letech 20. století, počátky RegTech jako pojmu a jeho současného pojetí se však váží na finanční krizi v roce 2008 a s ní spojené přísnější regulace zvláště ve finančním sektoru a náklady na jejich dodržování (celosvětově převyšujících 200 miliard dolarů mezi lety 2008 a 2015).
V tomto období také došlo k masovému rozšíření chytrých telefonů, internetového bankovnictví a celkové digitalizaci finančního sektoru, s čímž také přišla nová vlna regulací.
Automatizace a digitalizace zde sloužily hlavně k snížení nákladů spojených s regulacemi, jak ze strany implementace, tak pokut za jejich nedodržování. Inovace a rozvoj RegTech tak, na rozdíl od dalších nástrojů e-governmentu, pocházejí hlavně ze soukromého sektoru.
První vládní organizace, která začala aktivně využívat a propagovat využití RegTech, byla britská FCA (Financial Compliance Authority), a to v roce 2015.
Přestože má RegTech své počátky ve finančním sektoru, využití nachází i v mnoha dalších silně regulovaných oborech, včetně farmakologie a medicíny, energetiky nebo leteckého průmyslu.

## Možná využití
- Digitalizace administrativních a správních aspektů spojených s regulací
- Jednotný a pravidelně aktualizovaný přehled relevantních nařízení a regulací
- Automatizace dohledu
- Automatizace procesů spojených s „Know your customer“ a „Know your data“
- Kyberbezpečnost a ochrana před kyberútoky